# Sex im Weltraum
Als Sex im Weltraum (auch Sex im All) wird Geschlechtsverkehr in der Schwerelosigkeit des Weltraums bezeichnet. Bislang wurde von den Betreibern und Teilnehmern der bemannten Raumflüge über keinen Fall von Sex im Weltraum berichtet. Mehrere Raumfahrer und Raumfahrtfunktionäre stritten ab, dass es bereits zu Sex im All gekommen sein könnte.

## Möglichkeit von Sex im Weltraum
Theoretisch ist Sex im All nach Aussage des Kosmonauten Sergei Rjasanski „in vielen Positionen vorstellbar“. Die schlechtere Durchblutung des Unterleibs in der Schwerelosigkeit kann bei Männern allerdings zu Erektionsproblemen führen. In den ersten Tagen des Aufenthaltes im Weltraum ist nach Angaben von Ulrich Walter zudem die Libido stark eingeschränkt, da sich der Hormonhaushalt zunächst an die neue Umgebung anpassen müsse.
Unabhängig davon sind sexuelle Aktivitäten auf Raumflügen bislang unerwünscht. Astronauten der NASA sind durch den Astronaut Code of Professional Responsibility zu einem ständigen „ehrenhaften“ Verhalten verpflichtet. Der Crew Code of Conduct der Internationalen Raumstation schreibt vor: „Kein Besatzungsmitglied der ISS soll durch sein oder ihr Verhalten zeigen, dass bestimmte Personen auf der Mission bevorzugt werden.“ Als das Ehepaar Mark Lee und Jan Davis im September 1992 an der Space-Shuttle-Mission STS-47 teilnahm, wurden die beiden Astronauten dementsprechend in zwei unterschiedlichen Arbeitsschichten eingesetzt, um die Möglichkeit eines sexuellen Kontakts auszuschließen. Im Fall von sehr langfristigen Raumflügen gehen Wissenschaftler allerdings davon aus, dass Sex kaum vermeidbar wäre. Dies gelte beispielsweise für eine von der NASA für die 2030er Jahre vorgeschlagene Mission zum Mars (ohne Landung auf dem Planeten), bei der die Besatzung etwa 30 Monate in einem Raumschiff im All verbringen würde. Als wünschenswerter Effekt könnte die Ausübung von Sex nach Expertenmeinung anregend wirken und die Ausgeglichenheit im Alltag bei Langzeitmissionen fördern.

## Nicht stattgefundene Projekte
Aufsehen erregte im Jahr 2000 ein Bericht des Wissenschaftsautors Pierre Kohler in dessen Buch La Dernière Mission, unter anderem berichtete der Guardian dazu. Hier wurde auf ein angebliches NASA-Dokument (Nr. 12-571-3570) verwiesen, das am 28. November 1989 in der Usenet-Gruppe alt.sex veröffentlicht worden war und dem zufolge geplant war, dass ein verheiratetes Astronautenpaar während der Space-Shuttle-Mission STS-75 verschiedene Sexstellungen testet. Derselbe Text kursierte auch unter der angeblichen NASA-Dokumentennummer 14-307-1792. Die Mission STS-75 fand dann im Februar 1996 mit einer rein männlichen Besatzung statt. Der Guardian stellte schließlich in den Jahren 2007 und 2010 klar, dass es sich bei dem „NASA-Bericht“ um einen Hoax handelte. Im März 2010 bezeichnete der NASA-Pressesprecher Brian Welch das Dokument als allgemein bekannte urban legend.
Im Jahr 2015 versuchte die Internet-Plattform PornHub, einen Pornodreh in einer Erdumlaufbahn mittels Crowdfunding zu finanzieren. Es kamen jedoch nur 7 % der angestrebten 3,4 Millionen US-Dollar zusammen.

## Öffentliche Wahrnehmung
Die Frage nach sexueller Aktivität im Weltraum wird immer wieder in der Öffentlichkeit thematisiert. Der Schriftsteller Frank Schätzing spekuliert regelmäßig humorvoll bei seinen Auftritten darüber. Joachim Fuchsberger plauderte bereits 1985 vor seinem Fernsehpublikum zum Sex in der Schwerelosigkeit. Bereits 1977 äußerte der Physiker und Science-Fiction-Schriftsteller Arthur C. Clarke die Ansicht, dass die Schwerelosigkeit zu „neuen Formen der Erotik“ führen werde.
Der Milliardär Richard Branson, der mit seinen Raumschiffen Virgin Galactic und SpaceShipTwo touristische Weltraumflüge anbieten will, verspricht sich von diesen Flügen auch eine sexuelle Pioniertat: „Wer wird wohl als erstes Paar Sex im Weltraum haben? Schwereloser Sex, das wäre doch was.“
In der deutschsprachigen Ausgabe von History Channel widmete sich eine Episode der TV-Dokumentationsreihe Geheimnisse des Universums vom Jahr 2009 der Fortpflanzung im All (Staffel 3, Folge 4).
Verschiedene Spielfilme wie zum Beispiel Barbarella, Moonraker, Moving Violations, Supernova, Cube 2: Hypercube und Alien griffen das Thema auf.